# Isorropodon perplexum
Isorropodon perplexum is een tweekleppigensoort uit de familie van de Vesicomyidae. De wetenschappelijke naam van de soort is voor het eerst geldig gepubliceerd in 1896 door Sturany.